# Rapuzziana hangaiensis
Rapuzziana hangaiensis là một loài bọ cánh cứng trong họ Cerambycidae.